# 中国盲文出版社
中国盲文出版社，成立于1953年，是中华人民共和国的一家以出版盲人出版物为主公益性文化出版机构，也是中国内地唯一的盲文出版机构和盲文图书书店。

## 历史
1953年10月，中央人民政府教育部盲聋哑教育处创办盲文编译组。同年，内务部与中国人民救济总会成立中国盲人福利会，年底设盲文出版组，之后盲文编译组与盲文出版组合署办公。1959年至1960年期间，盲文编译组与盲文出版组正式合并，成立盲文印刷所，由中国盲人福利会及改制的中国盲人聋哑人协会领导。文化大革命期间，盲人聋哑人协会停止运作，盲文印刷所（1969年改称北京盲文印刷厂）改由出版系统领导管理。
1978年12月，经国家出版局党组报请中共中央宣传部批准，北京盲文印刷厂改制为北京盲文出版社。1984年7月，经文化部批准，北京盲文出版社更名为中国盲文出版社。20世纪80年代末到90年代初，中国盲文出版社一度改名为“中国盲文书社”，后恢复“中国盲文出版社”的名称并沿用至今。2004年，中国盲文出版社由新闻出版总署划归中国残疾人联合会管理，结束了文革以来一直由新闻出版部门管理的局面。

## 现状
目前中国盲文出版社以出版盲文读物、有声读物、大字版读物、汉文图书、电子出版物和无障碍影视等为主，同时涉及文化产品公益性销售、资源支持、辅助技术研发、盲人文化研究和海内外盲人文化交流等业务。出版社下设中国康艺音像出版社、金钥匙视障教育研究中心、康艺无障碍影视发展中心、北京恒继技贸公司等机构，同时也以“求真出版社”的副牌开展经营活动。